# Heterophleps epirotis
Heterophleps epirotis là một loài bướm đêm trong họ Geometridae.